# Saco lagrimal
Conecta los conductos lagrimales, que drenan las lágrimas desde la superficie del ojo, con el conducto nasolagrimal que conduce este fluido hacia la cavidad nasal.
Funciona fundamentalmente cuando existe una gran cantidad de lágrimas, que el saco lagrimal bombea hacia adentro y hacia afuera, dirigido por el músculo orbicular de los párpados, durante el parpadeo.
Tiene forma oval y mide de 12 a 15 mm. de largo. Su parte superior es redondeada y está cerrada, mientras que su parte inferior se continúa con el conducto nasolagrimal.
En su superficie externa está cubierto por una expansión fibrosa derivada del ligamento palpebral medial. En su superficie interna, lo cruza la parte lagrimal del músculo orbicular del ojo, el cual se inserta en el vértice del hueso lagrimal.
Como el conducto nasolagrimal, el saco lagrimal está recubierto por epitelio columnar estratificado y células caliciformes secretoras de moco. Está rodeado por tejido conectivo.

## Imágenes adicionales

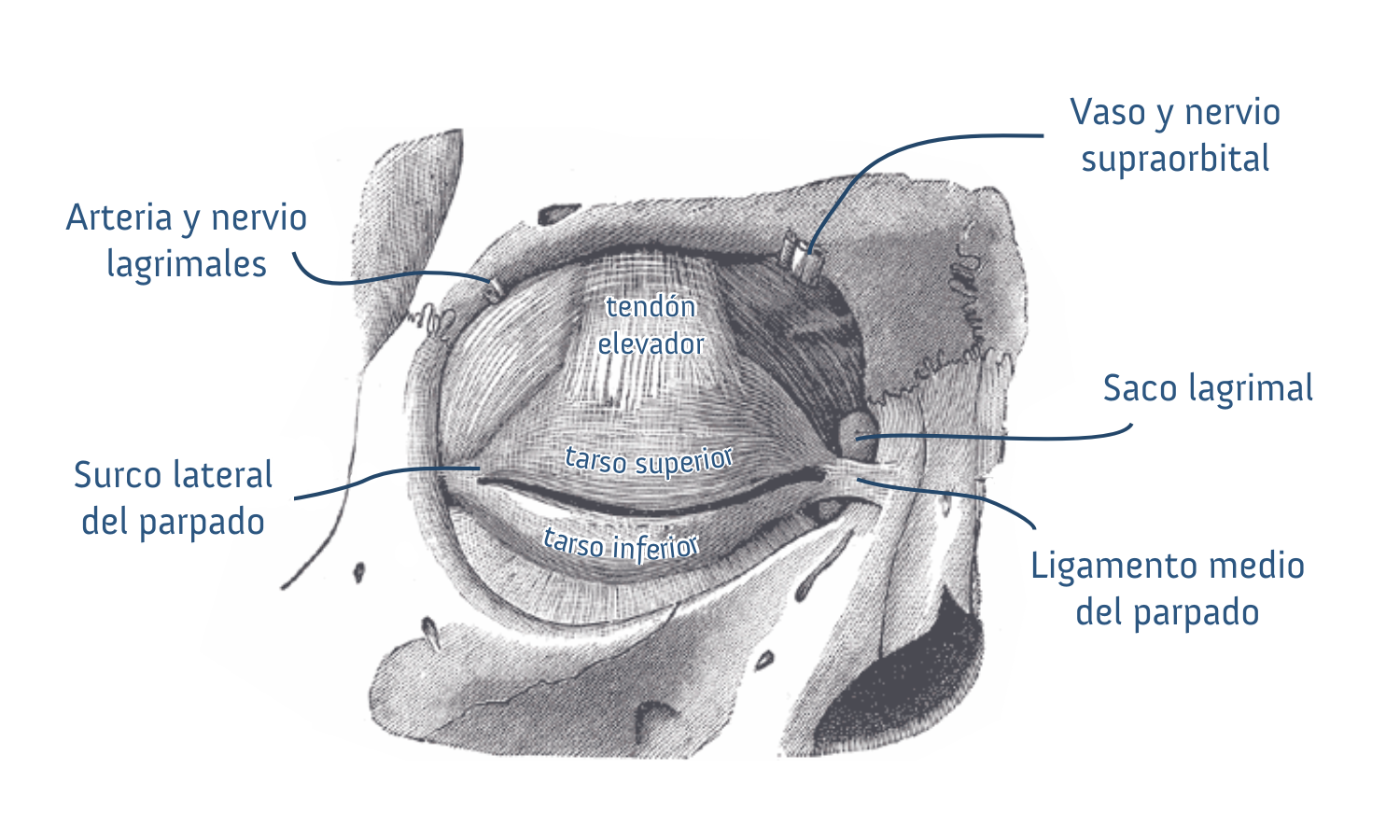
El tarso y sus ligamentos
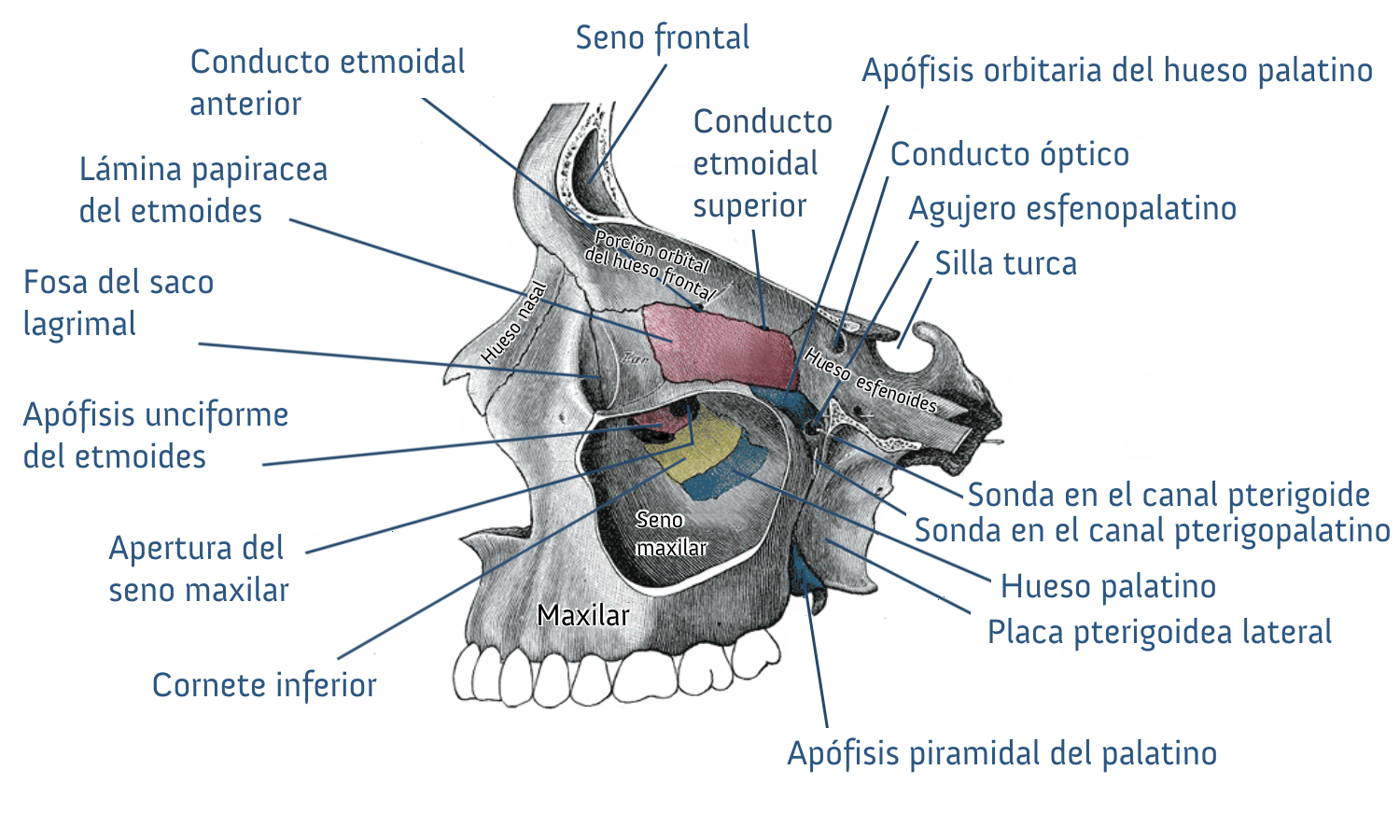
Pared lateral del ojo, lado derecho.
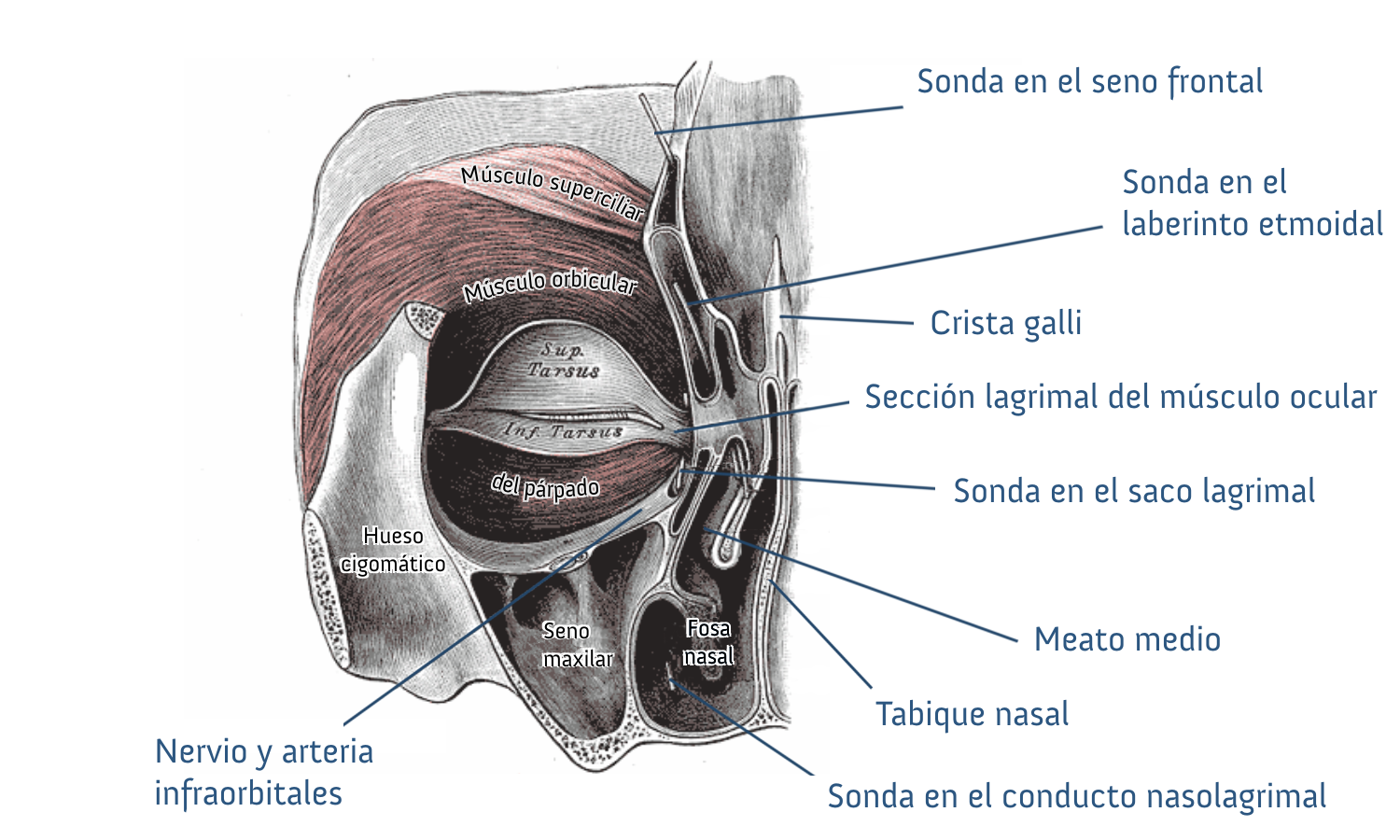
Orbicular del ojo izquierdo, visto desde atrás.